# D.N.Angel
D•N•Angel (ディー・エヌ・エンジェル) est un shōjo manga de Yukiru Sugisaki. Il est prépublié depuis 1997 dans le magazine Monthly Asuka de l'éditeur Kadokawa Shoten,, avec différentes pauses, et compte au 24 juin 2021 20 volumes. La version française est éditée jusqu'au volume 15 par Glénat. Asuka a annoncé une édition complète en 10 volumes pour 2020.
À la suite de son succès, une adaptation en série télévisée d'animation de 26 épisodes produite par le Studio Xebec a été diffusée en 2003, et les droits de la version française ont été acquis par Déclic Images.

## Synopsis
Le manga raconte l'histoire d'un collégien du nom de Daisuke Niwa. Timide et mignon, il vient tout juste d'avoir quatorze ans. Pour toute sa famille, ce jour est très important car, de génération en génération, le garçon de la famille Niwa qui atteint l'âge de quatorze ans se réincarne en un voleur fantôme nommé Dark. Daisuke est donc obligé de cohabiter avec Dark. Il se transforme en celui-ci lorsqu'il est en présence de celle qu'il aime. Et pour que Daisuke n'ait plus Dark a ses côtés, il faut qu'il vive un amour partagé en avouant qu'il a Dark en lui à sa bien-aimée.
Au fil du manga, les choses deviennent de plus en plus compliquées pour Niwa.

## Personnages
Daisuke Niwa (丹羽 大助, Niwa Daisuke)
C'est le héros de l'histoire. Il a 14 ans, il est en 2e année au collège. À cause de ses gènes, il se transforme en Dark, le voleur fantôme, en réagissant à l'amour. Daisuke n'approuve pas cette transformation. Il est très timide et gaffeur, mais ces défauts font de lui un personnage très attachant.
Satoshi Hiwatari (Hikari) (日渡 怜, Hiwatari Satoshi)
Camarade de classe de Daisuke, c'est aussi un commandant chargé d'enquêter sur Dark. Il dit que son destin est d'attraper Dark, mais quelles sont ses origines ? Plutôt mystérieux, il cache un passé et des secrets sombres, notamment en ce qui concerne ses ancêtres et ses gènes. Il est possédé par Krad. Qui apparait lorsqu'il ressent de l'affection pour quelqu'un, même de l'amitié.
Il semblerait qu'une maladie empêcherait les membres de sa famille de vivre vieux.
Dark Mousy (ダーク・マウジー, Dāku Maujī)
Célèbre voleur fantôme disparu depuis 40 ans. Séduisant, il est un coureur de jupons depuis plus de 100 ans. Il aime plaisanter et est dans l'esprit de Daisuke comme seigneur ailé. Son but est de voler et sceller toutes les œuvres des Hikari. Il cache au fond de lui une grande tristesse.
Krad (クラッド, Kuraddo)
Seigneur ailé de Satoshi Hiwatari (Hikari) selon l'ADN des Hikari. Il a des ailes blanches. Il est hostile envers Dark et les Niwa. C'est le clone imparfait de Dark, une copie de lui car Krad est Dark a l'envers. Dark est la noirceur et lui la lumière (même si on peut parfois en douter, vu son caractère…). Contrairement à Dark, il se fiche des dégâts qu'il inflige au corps de Hiwatari.
Riku Harada (原田 梨紅, Harada Riku)
Elle a 14 ans. C'est la sœur jumelle de Risa, ainsi qu'une camarade de classe de Daisuke, dont elle est d'ailleurs amoureuse. Dark lui a volé son premier baiser. Elle aime le sport et est très caractérielle. Elle sait cependant se montrer plus douce lorsqu'elle est avec les gens qu'elle apprécie vraiment.
Risa Harada (原田 梨紗, Harada Risa)
Elle a 14 ans. C'est la sœur jumelle de Riku, ainsi qu'une camarade de classe de Daisuke. Elle est tombée amoureuse de Dark dès qu'elle l'a vu à la TV. Daisuke lui a déclaré son amour mais elle l'a rejeté. Les deux jumelles sont très différentes. Ainsi, à l'inverse de Riku, Risa est très attirée par les garçons, les habits… On pourrait presque la voir superficielle, ce qui, en réalité, n'est pourtant pas le cas.
Takeshi Saheara (冴原 剛, Saehara Takeshi)
Camarade de classe et ami de Daisuke. C'est le fils du commissaire qui pourchasse Dark. C'est aussi un maniaque du journalisme. Il a toujours un micro sur lui, il aime connaitre les secrets. Grâce aux relations de son père, il possède un bon réseau d'information, et essaie à chaque vol de photographier Dark, qu'il admire.
With (ou Wiz) (ウィズ, Wizu)
Démon qui sert d'animal de compagnie, sous forme d'un lapin, aux Niwa, et de complice à Dark. Lorsque le sceau est levé par Dark, With devient ses "ailes noires" et lui permet de voler. Il est d'une grande aide car il peut changer son apparence en celle de Daisuke ou de Dark. Il est facilement effrayé. Il adore les fraises.
Kosuke Niwa (丹羽 小助, Niwa Kosuke)
Père de Daisuke, disparu durant l'enfance de ce dernier. Il revient cependant chez eux lors d'un épisode, et aide à trouver les objets d'arts de la famille Hikari. Daisuke tient de lui ses côtés gaffeur et timide. Il est très calé en œuvres d'art.
Emiko Niwa (丹羽 笑子, Niwa Emiko)
Mère de Daisuke, elle couve son fils jusqu'à savoir beaucoup de ses pensées et de ses amours. Personnage aussi très attachant, elle a su rester jeune et apparait parfois comme une collégienne attardée. Son plus grand rêve, petite, était de devenir voleuse fantôme. Puis il a été d'être la mère du voleur fantôme, ce qu'elle est devenue. Elle crée les vêtements de Dark pour ses vols.
Daiki Niwa (丹羽 大樹, Niwa Daiki)
Grand-père de Daisuke, il a été Dark avant celui-ci, et a appris à son petit-fils beaucoup de techniques de vol. Il lui a fait subir un entrainement de voleur depuis qu'il est né, et joue un rôle déterminant quant à la recherche d'informations sur les œuvres d'art.
Argentine (アージェンタイン, Ājentain)
Œuvre d'art rejetée des Hikari, détruite par ses créateurs, revenue à la vie par on ne sait quel moyen. Il enlève Risa dans le 11e tome. Son nom est composé de kanji pouvant aussi se lire : destruction totale. Il veut se venger de Dark, et tenter de devenir une des " ailes noires ", donc un maître ailé.
Towa (Éternité) (永遠の標, Towa no Shirube)
Œuvre d'art des Hikari sauvée par les Niwa. Statue d'oiseau, elle peut prendre la forme d'une jeune fille ou d'un moineau rose. D'un caractère vif et agité, elle est une source d'humour dans l'anime comme dans le manga. Plus tard, elle devient la gouvernante des Niwa.

## Liste des volumes
| no | Japonais          | Japonais          | Français          | Français          |
| no | Date de sortie    | ISBN              | Date de sortie    | ISBN              |
| --- | ----------------- | ----------------- | ----------------- | ----------------- |
| 1 | 13 novembre 1997  | 978-4-04-924701-5 | 21 janvier 2004   | 2-7234-4570-4     |
| Liste des chapitres : Chapitre 1 - Préavis d'amour (problèmes) Chapitre 2 - Préavis de chimère (niveau supérieur) Chapitre 3 - préavis d'ange déchu (dualité) "E" pour effrontée |                   |                   |                   |                   |
| 2 | 14 décembre 1998  | 978-4-04-924761-9 | 17 mars 2004      | 2-7234-4603-4     |
| Liste des chapitres : Chapitre 4 - Préavis d'ADN (Dark) Chapitre 5 - Préavis de Risa Chapitre 6 - Préavis de gratte-ciel (pari) Bonus démoniaque |                   |                   |                   |                   |
| 3 | 19 août 1999      | 978-4-04-924789-3 | 26 mai 2004       | 2-7234-4611-5     |
| Liste des chapitres : Chapitre 7 - Préavis de St-White (1re partie) Chapitre 7 - Préavis de St-White (2e partie) Chapitre 8 - Préavis d'ailes Chapitre 9 - Préavis de masque One Night Magic - vol.1 One Night Magic - vol.2 One Night Magic - vol.3 One Night Magic édition spéciale                         |                   |                   |                   |                   |
| 4 | 17 juillet 2000   | 978-4-04-924827-2 | 15 juillet 2004   | 2-7234-4612-3     |
| Liste des chapitres : Chapitre spécial - Préavis d'Agate (verre) Deuxième partie - Chapitre 1 Deuxième partie - Chapitre 2 Chapitre spécial - Préavis de sourire La quiétude du foyer chez les Kanno One Night Magic - vol.4 One Night Magic - vol.5 One Night Magic - vol.6 One Night Magic - vol.7          |                   |                   |                   |                   |
| 5 | 17 février 2001   | 978-4-04-924851-7 | 22 septembre 2004 | 2-7234-4613-1     |
| Liste des chapitres : Deuxième partie - Chapitre 3 Deuxième partie - Chapitre 4 Deuxième partie - Chapitre 5 Deuxième partie - Chapitre 6 Deuxième partie - Chapitre 7 Deuxième partie - Chapitre 8 |                   |                   |                   |                   |
| 6 | 17 janvier 2002   | 978-4-04-924887-6 | 23 novembre 2004  | 2-7234-4614-X     |
| Liste des chapitres : Deuxième partie - Chapitre 9 Deuxième partie - Chapitre 10 Deuxième partie - Chapitre 11 Chapitre spécial - Riku et Risa La trotteuse du temps - Chapitre 1 La trotteuse du temps - Chapitre 2                                                                                          |                   |                   |                   |                   |
| 7 | 17 octobre 2002   | 978-4-04-924917-0 | 26 janvier 2005   | 2-7234-4615-8     |
| Liste des chapitres : La trotteuse du temps - Chapitre 3 La trotteuse du temps - Chapitre 4 La trotteuse du temps - Chapitre 5 La trotteuse du temps - Chapitre 6 4 cases sur les garçons et 4 cases sur les filles One Night Magic - Dessins des lecteurs                                                    |                   |                   |                   |                   |
| 8 | 17 mars 2003      | 978-4-04-924940-8 | 23 mars 2005      | 2-7234-4616-6     |
| Liste des chapitres : La trotteuse du temps - Chapitre 7 La trotteuse du temps - Chapitre 8 La trotteuse du temps - Chapitre 9 La trotteuse du temps - Chapitre 10 One Night Magic - Dessins des lecteurs |                   |                   |                   |                   |
| 9 | 17 juillet 2003   | 978-4-04-924945-3 | 18 mai 2005       | 2-7234-4617-4     |
| Liste des chapitres : La trotteuse du temps - Chapitre 11 Troisième partie - Chapitre 1 Troisième partie - Chapitre 2 Troisième partie - Chapitre 3 Troisième partie - Chapitre 4 |                   |                   |                   |                   |
| 10 | 17 février 2004   | 978-4-04-924962-0 | 1er juillet 2005  | 2-7234-5185-2     |
| Liste des chapitres : Troisième partie - Chapitre 5 Troisième partie - Chapitre 6 Troisième partie - Chapitre 7 Troisième partie - Chapitre 8 Troisième partie - Chapitre 9 Troisième partie - Chapitre 10 Troisième partie - Chapitre 11                                                                     |                   |                   |                   |                   |
| 11 | 10 août 2005      | 978-4-04-925010-7 | 4 octobre 2006    | 978-2-7234-5186-4 |
| Liste des chapitres : Troisième partie - Chapitre 12 Troisième partie - Chapitre 13 Troisième partie - Chapitre 14 Troisième partie - Chapitre 15 Troisième partie - Chapitre 16 Troisième partie - Chapitre 17 Histoire courte n°1 Histoire courte n°2 Histoire courte n°3                                   |                   |                   |                   |                   |
| 12 | 17 juin 2008      | 978-4-04-925060-2 | 10 juin 2009      | 978-2-7234-6988-3 |
| Liste des chapitres : Troisième partie - Chapitre 18 Troisième partie - Chapitre 19 |                   |                   |                   |                   |
| 13 | 17 octobre 2008   | 978-4-04-925063-3 | 22 juillet 2009   | 978-2-7234-7194-7 |
| Liste des chapitres : Troisième partie - Chapitre 20 Troisième partie - Chapitre 21 Troisième partie - Chapitre 22 Troisième partie - Chapitre 23 |                   |                   |                   |                   |
| 14 | 24 septembre 2010 | 978-4-04-925074-9 | 3 juillet 2013    | 978-2-7234-9222-5 |
| Liste des chapitres : Argentine special Quatrième partie - Chapitre 1 Quatrième partie - Chapitre 2 Quatrième partie - Chapitre 3 Quatrième partie - Chapitre 4 Quatrième partie - Chapitre 5 Quatrième partie - Chapitre 6                                                                                   |                   |                   |                   |                   |
| 15 | 24 janvier 2011   | 978-4-04-925076-3 | 3 juillet 2013    | 978-2-7234-9223-2 |
| Liste des chapitres : Quatrième partie - Chapitre 7 Quatrième partie - Chapitre 8 Quatrième partie - Chapitre 9 Quatrième partie - Chapitre 10 Quatrième partie - Chapitre 11 Quatrième partie - Chapitre 12 Quatrième partie - Chapitre 13 Quatrième partie - Chapitre 14.1 Quatrième partie - Chapitre 14.2 |                   |                   |                   |                   |
| 16 | 24 janvier 2019   |                   |                   |                   |
| Liste des chapitres : Stage 4, Part 13 Stage 4, Part 14 Stage 4, Part 15 Stage 4, Part 16 Stage 4, Part 17 |                   |                   |                   |                   |
| 17 | 24 juillet 2019   |                   |                   |                   |
| Liste des chapitres : Stage 4, Part 18 Stage 4, Part 19 Stage 4, Part 20 Stage 4, Part 21 Stage 4, Part 22 Stage 4, Part 23 Stage 4, Part 24 |                   |                   |                   |                   |
| 18 | 24 mars 2020      |                   |                   |                   |
| Liste des chapitres : Stage 4, Part 25 Stage 4, Part 26 Stage 4, Part 27 Stage 4, Part 28 Stage 4, Part 29 Stage 4, Part 30 |                   |                   |                   |                   |
| 19 | 24 juin 2021      |                   |                   |                   |
| Liste des chapitres : Stage 4, Part 31 Stage 4, Part 32 Stage 4, Part 33 Stage 4, Part 34 Stage 4, Part 35 Stage 4, Part 36 Stage 4, Part 37 Stage 4, Part 38 |                   |                   |                   |                   |
| 20 | 24 juin 2021      |                   |                   |                   |
| Liste des chapitres : Stage 4, Part 39 Stage 4, Part 40 Stage 4, Part 41 Stage 4, Part 42 Stage 4, Part 43 Stage 4, Part 44 Stage 4, Part 45 |                   |                   |                   |                   |

## Anime

### Fiche technique
- Producteur : Masamori Hiramatsu
- Directeur technique : Nobuyoshi Habara
- Structure scénaristique : Naruhisa Arakawa
- Character design : Shinichi Yamaoka
- Musique : Tomoki Hasegawa, Takahito Eguchi
- Animation : Studio Xebec

### Liste des épisodes
| No | Titre français                                 | Titre japonais             | Titre japonais                 | Date de 1re diffusion |
| No | Titre français                                 | Kanji                      | Rōmaji                         | Date de 1re diffusion |
| -- | ---------------------------------------------- | -------------------------- | ------------------------------ | --------------------- |
| 1  | La renaissance de Dark                         | 復活のダーク               | Fukkatsu no Daaku              | 3 avril 2003          |
| 2  | Sentiments renaissants                         | よみがえる思い             | Yomigaeru Omoi                 | 10 avril 2003         |
| 3  | Murmure d'une licorne                          | ユニコーンのささやき       | Yunico-n no Sasayaki           | 17 avril 2003         |
| 4  | Entre lumière et ténèbres                      | 光と闇の間に...            | Hikari to Yami to Hazama ni... | 24 avril 2003         |
| 5  | Double cooking                                 | ダブルクッキング           | Daburu Kukkingu                | 1er mai 2003          |
| 6  | St White Memories                              | セント ホワイト メモリース | Sento Howaito Memo Riisu       | 8 mai 2003            |
| 7  | L'Adonis du jardin du serment                  | 誓いの庭のアドニス         | Chikai no Niwa no Adonisu      | 15 mai 2003           |
| 8  | L'annonce de l'Agate                           | 瑪瑙の予告状               | Menou no Yokuku Jyou           | 22 mai 2003           |
| 9  | Petite romance                                 | 小さな恋                   | Chiisa na Koi                  | 29 mai 2003           |
| 10 | Portrait d'un musicien                         | ある音楽家の肖像           | Aru Ongakuka no Shouzou        | 5 juin 2003           |
| 11 | Le Temple de Neptune                           | 海神の神殿                 | Nepuchuun no Shinden           | 12 juin 2003          |
| 12 | Ensemble avec Rutile…                          | リチルとともに...          | Richiru to Tomoni              | 19 juin 2003          |
| 13 | L'éternel signe                                | 永遠の標                   | Towa no Shirube                | 26 juin 2003          |
| 14 | Un nouveau rival                               | 新たなるライバル           | Aratanaru Raibaru              | 3 juillet 2003        |
| 15 | Barbecue Panic                                 | バーベキューパニック       | Baabekyuu Panikku              | 10 juillet 2003       |
| 16 | Te voilà                                       | 見つけたよ                 | Mitsuketayo                    | 17 juillet 2003       |
| 17 | Un été sans Dark                               | ダークのいない夏           | Daaku no Inai Natsu            | 24 juillet 2003       |
| 18 | Deux sous les étoiles filantes                 | 星降る夜の二人             | Hoshi Furu Yoru no Futari      | 31 juillet 2003       |
| 19 | La superbe héroïne                             | すてきなヒロイン           | Suteki na Hiroin               | 7 août 2003           |
| 20 | Je veux te voir                                | 逢いたくて                 | Aitakute                       | 14 août 2003          |
| 21 | Le cri gelé                                    | 凍てついた呼び声           | Itetsuita Yobikoe              | 21 août 2003          |
| 22 | Glace et Neige                                 | アイス アンド スノウ       | Aisu Ando Sunou                | 28 août 2003          |
| 23 | La Seconde Main du Temps / L'aiguille du temps | 時の秒針                   | Toki no Byoushin               | 4 septembre 2003      |
| 24 | La neige tombe dans les cœurs                  | 心に雪が降る               | Kokoro ni Yuki ga Furu         | 11 septembre 2003     |
| 25 | Ailes noires                                   | 黒翼                       | Koku Yoku                      | 18 septembre 2003     |
| 26 | Dark l'éternel                                 | 永遠のダーク               | Eien no Daaku                  | 25 septembre 2003     |

### Musique
La musique du générique d'introduction est « Byakuya -True Light- » (白夜 〜True Light〜) de Shunichi Miyamoto.
Les musiques du générique de fin sont « Yasashii Gogo » (やさしい午後) pour les douze premiers épisodes, « Hajimari no Hi » (はじまりの日) pour les épisodes 13 à 23 ainsi que le 25, toutes les deux de Minawo. Pour l'épisode 24 c'est « Caged Bird » et pour le 25 « Michishirube » (道標), de Shunichi Miyamoto.

### Doublage
| Personnages      | Voix japonaises | Voix françaises    |
| ---------------- | --------------- | ------------------ |
| Daisuke Niwa     | Miyu Irino      | Julien Cottereau   |
| Satoshi Hiwatari | Ishida Akira    | Philippe Leroy     |
| Dark Mousy       | Ryotarō Okiayu  | Rémi Caillebot     |
| Risa Harada      | Masumi Asano    | Aurelie Turlet     |
| Riku Harada      | Sara Nakayama   | Audrey Le Bihan    |
| Krad Hikari      | Kusao Takeshi   | Laurent Stocker    |
| Daiki Niwa       | Aono Takeshi    | Christophe Reymond |
| Emiko Niwa       | Tamagawa Sakiko | Claire Beaudoin    |

## Remarques
- On peut remarquer que Dark a un nom de famille (Mousy), mais pas Krad.
- Dans le manga, on voit clairement que With, lorsque son sceau est levé, devient une sorte de chien noir avec des ailes. Dans l'anime, on ne voit que les ailes, pas sa tête.
- D.N.Angel est un jeu de mots: DNA (ADN en français), mais aussi qui peut vouloir dire Daisuke.Niwa.Angel.

## Produits dérivés
6 drama CDs, dont 2 issus de l'anime existent :
- Wink Target: Sleeping Beauty
- Wink 2nd Target: Lovesick
- Wink 3rd Target: Lovepleasure
- A Legend of Vampire
- Sweet
- Cute

5 CD tirés de l'anime sont disponibles :
- D.N.Angel Original Soundtrack 1
- D.N.Angel Original Soundtrack 2
- D.N.Angel Vocal Collection
- True Light Single
- D.N.Angel Trilogy

Un jeu vidéo sur PlayStation 2 intitulé D·N·ANGEL〜紅の翼〜 (D.N.Angel: Kurenai no Tsubasa), créé en 2003, existe également.
Trois romans (non disponibles en France) sont édités au Japon par Kanawa :
- D.N.Angel - Larmes de sirène
- D.N.Angel - La Reine des neiges
- D.N.Angel - La Pantoufle de Verre

Texte de Junko Okazaki ; Création et illustration de Yukiru Sugisaki.
L'anime a été adapté en 2 romans (non disponibles en France) :
- TV Animation Series 1st  (ISBN 9784044471026)
- TV Animation Series 2nd  (ISBN 9784044471033)